# Hartwick (Iowa)
Pour les articles homonymes, voir Hartwick.
Hartwick est une ville du comté de Poweshiek, en Iowa, aux États-Unis. Elle est incorporée en 1912.

## Source de la traduction
- (en) Cet article est partiellement ou en totalité issu de l’article de Wikipédia en anglais intitulé « Hartwick, Iowa » (voir la liste des auteurs).